# 自宅警備員

一件自宅警備員外套，下方写着“24小时呆在家，电视网络随便看”

自宅警備員（日语：／）是日本的互联网用语，意思是不和他人打交道、长期待在自己家里，如家里蹲及NEET等。

## 起源
一般认为该词起源于2ch等BBS，具体起源时期不明，至少2000年代后半期已存在这种说法。2007年12月14日，该词在未来检索Brazil举办的「网络流行语大赏」中获得第7名。
该词将因没有固定工作而待在家里的行为幽默地形容为一种具有社会意义的活動，即「自宅的常駐警備」。据作家堀田純司猜测，随着互联网的发展，以前无法互相接触的“家里蹲”们开始常驻于网络社会交流，从而产生这一具有自嘲幽默的「自称」。惟自宅警備員不一定单指因生病或本人为家里蹲而待在家里的人，也有用来泛指所有「不和他人打交道而待在自己家里」者。
除了自宅警備外，自宅警備員的「任務」还包括互联网的检查及维护、自宅到便利店的路段巡逻等；有说自宅警備員的晚班比日班更受欢迎，又有人说这类工作任务繁重又没什么工资。

## 用例
实业家平松庚三2008年卸任livedoor Holdings代表取締役社長後，在一篇访问中说自己「换了自宅警備員的工作」，「自宅警備也不轻松啊。又要遛愛犬，又要更新《瑪利歐賽車》的通关时间纪录。！」。2013年，普通新闻媒体也在文章中将「家里蹲」形容为「自宅警備員」。
另外，亦有称是「由自宅警備的人组成」的社团自宅警備隊 N.E.E.T.，Cosplay成SWAT队员参加各种活动。而在「自宅警備員」成为网络用语之前，有报道将世界上治安较差地区，普通人为自己住宅雇佣的保安员称为「自宅警備員」。

## 脚注